# Helodermatidae
Helodermatidae é uma família de répteis escamados pertencentes à subordem Sauria.
A característica mais interessante dessa família é que é composta pelas únicas espécies de lagartos venenosos conhecidas. 
Esta família contém apenas o género Heloderma com 5 espécies:
- Heloderma alvarezi Bogert & Martin Del Campo, 1956
- Heloderma charlesbogerti Campbell & Vannini, 1988
- Heloderma exasperatum Bogert & Martin Del Campo, 1956
- Heloderma horridum (Wiegmann, 1829)
- Heloderma suspectum Cope, 1869 - monstro de gila